# 塔里-波里縣
5°51′S 142°57′E / 5.850°S 142.950°E
塔里-波里縣（英語：Tari-Pori District），是巴布亞新畿內亞的縣份之一，位於新畿內亞島東部，由赫拉省負責管轄，首府設於塔里，面積1,298平方公里，2011年人口83,076，人口密度每平方公里64人。
- Districts of Papua New Guinea （页面存档备份，存于） at statoids.com